# 旧華頂宮邸
旧華頂宮邸（きゅうかちょうのみやてい）は、神奈川県鎌倉市浄明寺2丁目にあるハーフティンバー様式の洋風建築物。鎌倉市の景観重要建造物及び歴史的風致形成建造物で、国の登録有形文化財（建造物）。皇族から臣籍降下して華族になっていた華頂博信侯爵が1929年（昭和4年）に建設したもので、正確には宮邸だったわけではないが、華頂侯爵家の由緒が華頂宮家にあることから一般に「旧華頂宮邸」と呼ばれている。現在の所有者である鎌倉市も「旧華頂宮邸」として紹介している。

## 歴史

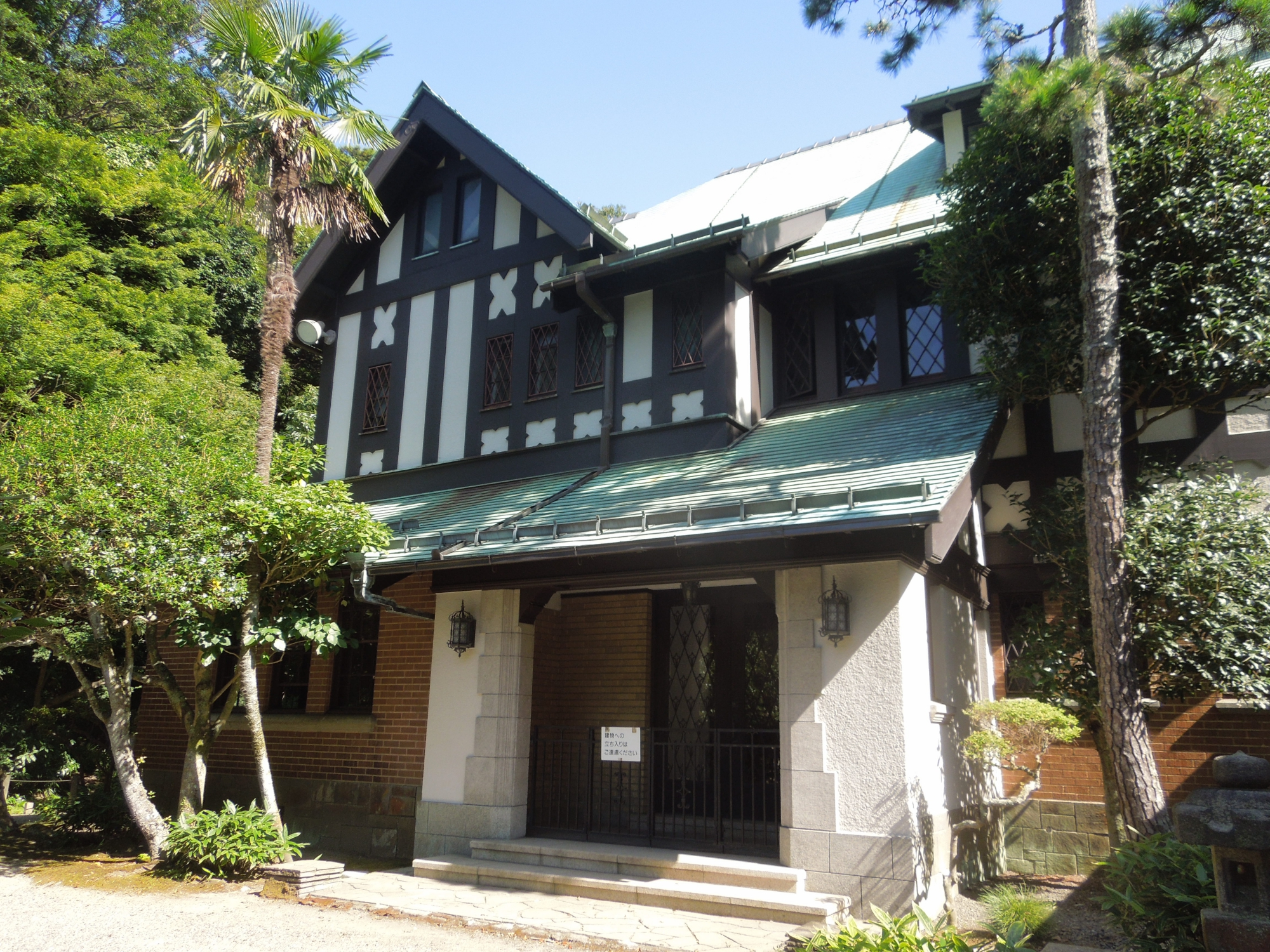
旧華頂宮邸の玄関

華頂宮家は1868年（明治元年）に伏見宮邦家親王の第12王子博経親王により創設された宮家だが、4代目の華頂宮博忠王が後嗣のないまま1924年（大正13年）に薨去したことで一時廃絶した。しかしその後、博忠王の弟にあたる伏見宮家出身の博信王が臣籍降下して華頂宮家の祭祀を継承した華族の華頂侯爵家を創設した。
その華頂博信侯爵が1929年（昭和4年）に自邸として鎌倉市浄明寺2丁目、宅間ヶ谷と呼ばれる場所にある報国寺の近くに建設したのが「旧華頂宮邸」である。鎌倉市に存在する戦前からの洋館としては鎌倉文学館（旧前田侯爵別邸）に次ぐ大規模な物である。当初は常住を予定していたが、華頂侯爵夫妻（華頂博信侯爵夫人は閑院宮載仁親王第4王女華子女王。後に離婚）が実際にこの邸宅で暮らしたのは数年間だけだったという。
その後所有者はたびたび変わったが、1996年（平成8年）5月に鎌倉市が所有権を取得した。2006年（平成18年）4月には鎌倉市の景観重要建造物、同年10月に国の登録有形文化財（建造物）に登録された。「日本の歴史公園100選」にも選ばれている。令和3年2月22日には歴史的風致形成建造物に指定された。

## 構造

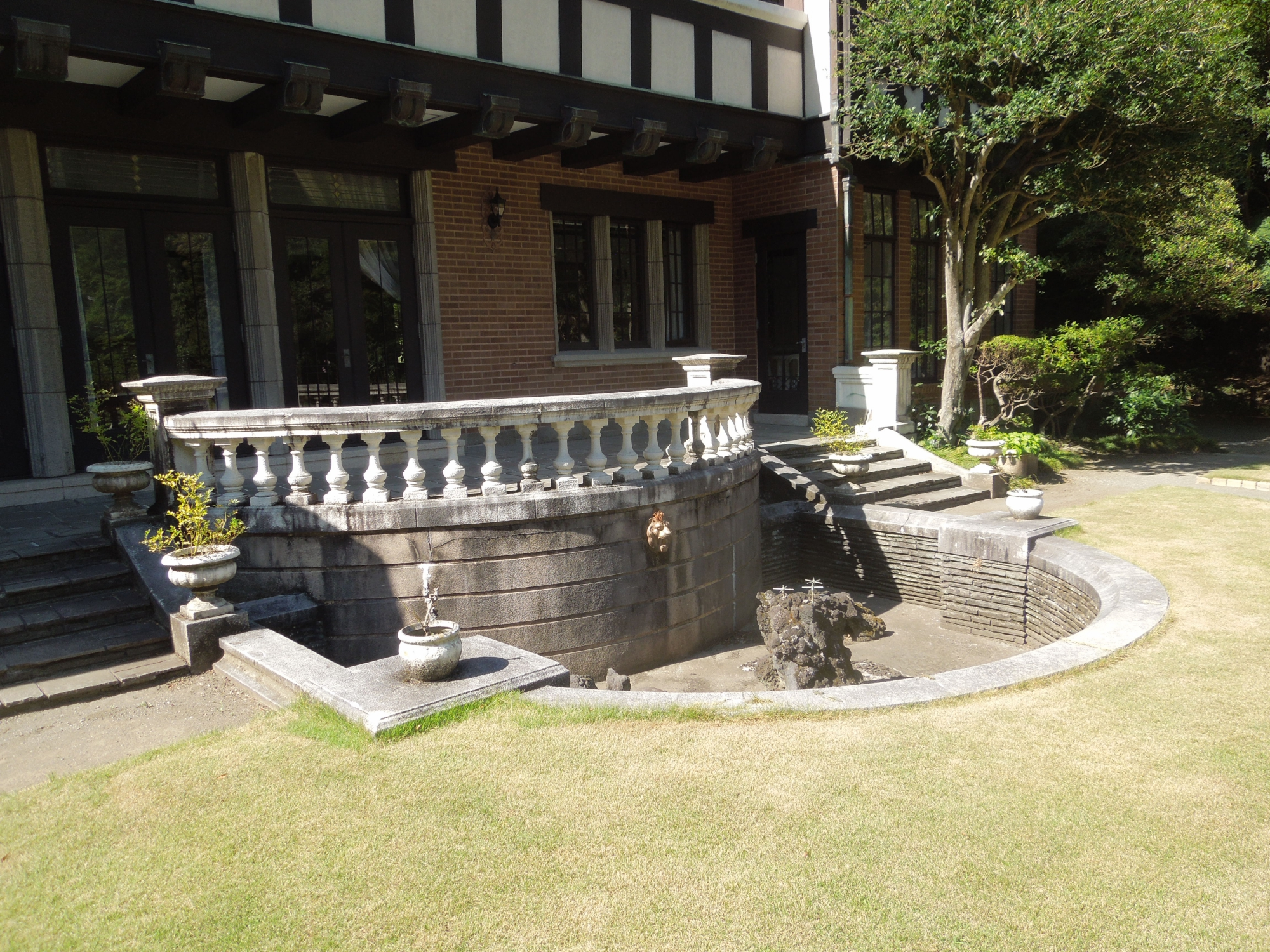
旧華頂宮邸南側の噴水と池泉

南北に伸びた谷戸の北端を入口とする。主屋は木造三階建てで、洋小屋組み、外壁は木骨モルタル塗り（一部タイル貼り）、屋根は銅板一文字葺き切妻である。旧篠田邸と並ぶ鎌倉のハーフティンバー様式を代表する洋風建築物である。この構法は、木材で骨組みをした後、土や石や煉瓦を固めて壁にするものである。北面2階の窓の上下には三角の木材を使ってX字の文様を作るなど独自の装飾要素がみられる。
敷地は4500平方メートルで、南側には左右対称の幾何学模様のフランス式庭園が広がる。1階南側中央には円孤型の手摺り子に囲まれたテラスがあり、その下にはライオンを象った噴水と池泉がある。
華頂侯爵が住んでいたころの資料が現存しておらず、建物内の各部屋が何に使われていたかは必ずしも明確ではないが、南側庭園に面する1階の3部屋のうち、1階南西角の部屋は恐らく食堂だったと思われる。食堂内には大きな暖炉が置かれている。長いテーブルの奥には赤いソファーがあり、その背後には庭園に面する大きな窓がある。天井の照明は蝋燭を模した照明になっている。この部屋の逆にある1階南東角の部屋は窓が大きく取られているサンルーム風の部屋である。その間にあるテラスに面した中央の部屋は採光のいい部屋で応接間だった可能性がある。
1階東側の玄関ホールには中央階段があり、手摺り子の笠木が流麗な曲線を描いている。戦後の所有者の一人はこの階段に惹かれて購入したと述べている。2階南テラスに面する部屋はバロック様式の部屋とゴシック調の部屋が隣り合っている。2階テラスのガラス扉にはアール・デコ様式の文様が描かれる。また2階には畳張りの和室が2つ存在するが、竣工当時から和室だったのは北面した和室の方だけで、庭園に面した南西角の和室はもともとは洋室だったと見られている
部屋の多くにはマントルピースが設置されているが、これはスチームヒーターを収納するためのものである。
使用人室だったと見られる数室の和室を備えた平屋が附属している。

## 公開
庭園は休園日（年末年始、月曜・火曜日。月火が休日の場合は次の平日が休園日）をのぞいて一般公開されているが、建物内部が公開されるのは春と秋に2日ずつ（計4日）に限られる。公開時間は4月から9月は10時から16時まで、10月から3月は10時から15時までである。
アクセスはJR鎌倉駅東口の4番バス乗り場から出る京浜急行バスの「金沢八景駅」行き、または「鎌倉霊園正門前太刀洗」行き、もしくはハイランド循環に乗車し、浄明寺で下車後、徒歩で5分から6分ほどである。報国寺の少し奥に位置する。鎌倉駅から徒歩で来る場合には35分ほど。

## 無為庵
フランス式庭園の南側には無為庵という和風の茶室が存在する。昭和初期に東京市上大崎に建造されたものだが、昭和46年にここに移築された。名前の由来は棟札に「六十五才にして浄明寺宅間ヶ谷に余生を送らんが為　無為庵主」と記されることに因る。茶室の天井は中央が八角形となっており、16本の棹縁が放射状に通り、柱等にはカリン、ナンテン、皮付きの桜や竹といった奇木を使用している。茶室の近くに立つ和風の門も茶室と一緒に移築されてきたものだが、こちらが作られたのは昭和初期より前に遡る。薬医門の冠木の両端には獅子の彫刻が掘られている。
この無為庵と和風庭園は、普段は非公開だが、旧華頂宮邸の建物内部公開日に合わせて一緒に公開される。ただし無為庵内に立ち入りできるのは玄関までである。

## ロケ地
ドラマ等の洋館のロケ地に頻繁に使用されていることで有名な場所である。その理由について鎌倉市は、撮影に適した歴史や雰囲気のある洋館が東京都内にはあまり存在しないうえ、東京に近い立地がロケに適しているのが背景にあるのではないかと推測している。

### ドラマ
- 『松本清張サスペンス 溺れ谷』テレビ朝日（1983年）-輸入糖協会寮
- 『スケバン刑事II 少女鉄仮面伝説』フジテレビ（1985年-1986年）-1話の洋館
- 『家政婦は見た! 華やかなエリート家族の乱れた秘密 名門女子大がゆれる…』テレビ朝日（1986年）-甲元家
- 『江戸川乱歩の美女シリーズ 妖しいメロディの美女』テレビ朝日（1986年）-小早川家
- 『名探偵・金田一耕助・仮面舞踏会』テレビ朝日（1986年）-飛鳥家
- 『おもいっきり探偵団 覇悪怒組』フジテレビ（1987年）- 27話のオルゴール屋敷
- 『家なき子2』日本テレビ（1995年）- 一条家
- 『銀狼怪奇ファイル』日本テレビ（1996年） - 「破壊の死神」回の鴻神家
- 『はいからさんが通る』TBS（2002年）- 伊集院家
- 『愛なんていらねえよ、夏』TBS（2002年）- 鷹園亜子の住居
- 『相棒season2』テレビ朝日（2003年）1話2話の小暮ひとみの住居
- 『名探偵・金田一耕助シリーズ 白蝋の死美人』TBS（2004年）- 伊澤家
- 『相棒season4』テレビ朝日（2005年-2006年）11話の畑山邸
- 『轟轟戦隊ボウケンジャー』テレビ朝日（2006年）- 高丘映士の住居
- 『アンフェア』フジテレビ（2006年）- 1話の香緑苑
- 『生徒諸君!』テレビ朝日（2007年）- 1話の北城尚子の実家
- 『パズル』テレビ朝日（2008年）- 3話の川上邸
- 『Q.E.D. 証明終了』NHK（2009年）2話の七沢人形館
- 『侍戦隊シンケンジャー』テレビ朝日（2009年-2010年）- 34話の白石茉子の小さい頃の住居
- 『宿命 1969-2010 -ワンス・アポン・ア・タイム・イン・東京-』テレビ朝日（2010年）- 白井家
- 『おひさま』NHK（2010年-2011年） - 相馬真知子の住居
- 『MONSTERS』TBS（2012年）- 最終回。水沢村迎賓館
- 『最後から二番目の恋』フジテレビ（2012年）- 向坂緑子の住居
- 『ビブリア古書堂の事件手帖』フジテレビ（2013年）- 鹿山明の住居
- 『オリエント急行殺人事件』フジテレビ（2015年）- 剛力家
- 『IQ246〜華麗なる事件簿〜』TBS（2016年）- 法門寺家
- 『刑事7人 SEASON2』テレビ朝日（2016年）- 8話の柳家
- 『浅見光彦シリーズ 35作「風のなかの櫻香」』TBS（2016年）-月舘邸
- 『モンテ・クリスト伯 -華麗なる復讐-』フジテレビ（2018年）- モンテ・クリスト・真海の邸宅
- 『黄昏流星群〜人生折り返し、恋をした〜』フジテレビ（2018年）- 3話「決壊」日野家
- 『執事 西園寺の名推理』テレビ東京（2018年）- 伊集院家
- 『浅見光彦シリーズ 新4作「華の下にて」』TBS（2018年）- 丹正流の生け花展会場
- 『きょうの猫村さん』テレビ東京（2020年）- 犬神家
- 『明治開化 新十郎探偵帖』NHK（2020年）- 加納邸
- 『ボーダレス』ひかりTV（2021年）- 松宮邸
- 『ザ・トラベルナース』テレビ朝日（2022年）- フローレンス財団

### 映画
- 『それから』（1985年）- 長井家
- 『はいからさんが通る』（1987年）- 伊集院家
- 『キューティーハニー』（2004年）- ハニーの住居
- 『白夜行』（2011年）- 篠塚邸
- 『万能鑑定士Q -モナ・リザの瞳-』（2014年）
- 『劇場版 ウルトラマンオーブ 絆の力、おかりします!』（2017年）- 魔女ムルナウの館
- 『スパイの妻』（2020年）- 福原邸

### ゲーム
- 『晦-つきこもり』バンプレスト（1996年）5話目藤村正美「館の兄妹」、6話目真田泰明「忌まわしき館」
- 『428 〜封鎖された渋谷で〜』チュンソフト（2008年）- 大沢家

### アニメ
- 『結城友奈は勇者である -鷲尾須美の章-』毎日放送（2017年-2018年）- 鷲尾家
- 『ラブライブ!虹ヶ咲学園スクールアイドル同好会 2期』（2022年）- 桜坂しずくの住居